# Colocleora divisaria
Colocleora divisaria är en fjärilsart som beskrevs av Walker 1860. Colocleora divisaria ingår i släktet Colocleora och familjen mätare. Inga underarter finns listade i Catalogue of Life.